# Melicucco
Melicucco (Melikokkos in greco-calabro) è un comune italiano di 4 841 abitanti della città metropolitana di Reggio Calabria in Calabria.

## Geografia fisica
Situato nell'area geografica della Piana di Gioia Tauro, è posto a  167 metri s.l.m.

## Origini del nome
Il nome del comune deriva dal greco melìkokkos che significa "bagolaro".
Secondo la leggenda, quest'albero possedeva la straordinaria capacità di donare a coloro che avessero mangiato i frutti una forza erculea.
Secondo invece lo storiografo Giovan Battista Pacichelli il nome venne dato per la dolcezza del clima e l'abbondanza fertile del territorio.

## Storia

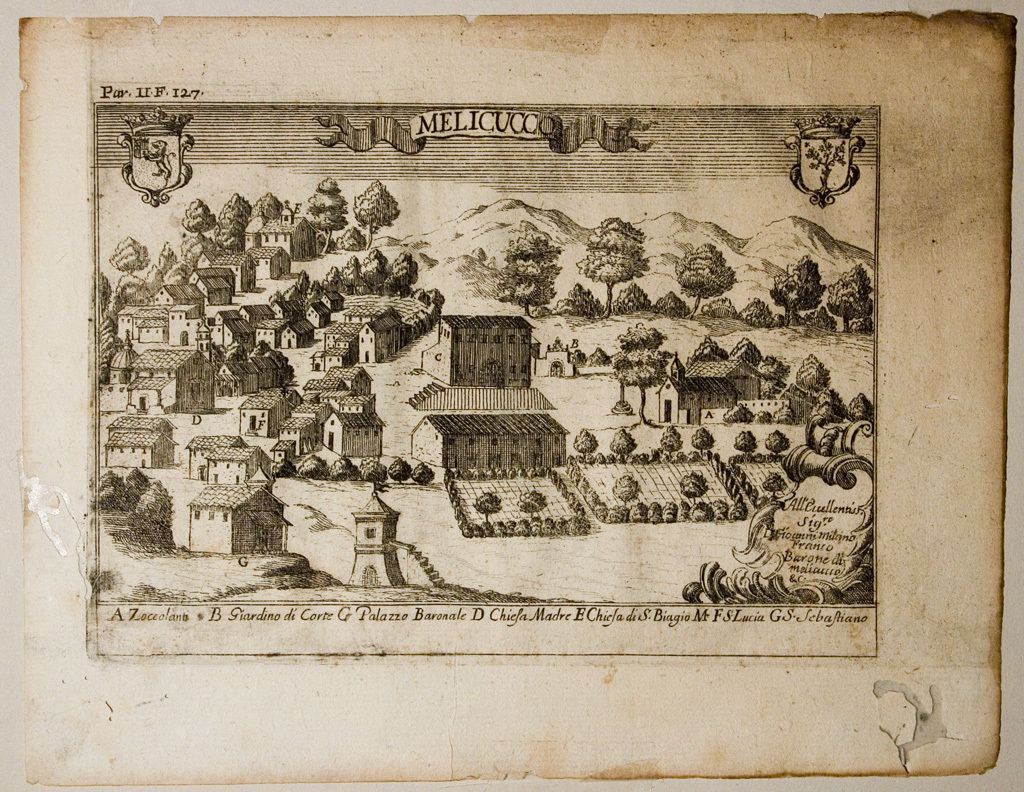
"Melicucco", stampa del 1703 dell'abate Giovan Battista Pacichelli, dall'opera "Il Regno di Napoli in prospettiva diviso in dodici province"

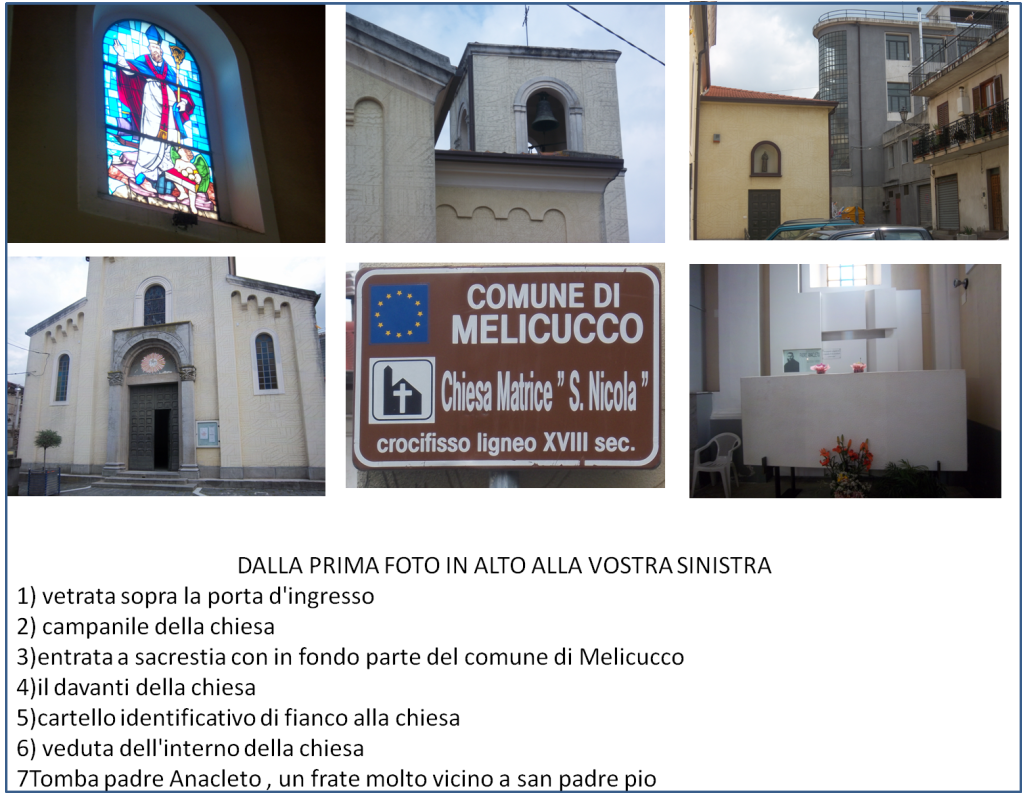
Chiesa Matrice San Nicola Vescovo

Casale della baronia di San Giorgio Morgeto fino al 1568, nella seconda metà del XVI secolo fu venduto da Consalvo II di Cordova a Violante della Quadra. In seguito registrò diversi passaggi di proprietà, venendo assegnato a Cola Tomarchiello da Tropea, a Ottavio Mangeruva, ai Ruffo di Scilla e ai Milano, sotto la cui signoria rimase fino al crollo del sistema feudale, decretato dalle leggi napoleoniche.
Espansosi sul finire del Seicento, fu quasi interamente distrutto dal terremoto del 1783 che devastò tutta la Piana di Gioia Tauro.
All'inizio dell'Ottocento con le riforme amministrative attuate dai francesi a seguito del riordino degli assetti interni del Regno di Napoli, (così come si era deciso per tutti gli stati europei del tempo in occasione del Congresso di Vienna convocato alla vigilia della disfatta napoleonica), la legge 19 gennaio 1807 ne faceva un Luogo, ossia Università del cosiddetto Governo di Polistena, per poi essere retrocesso, con disposizione del decreto 4 maggio 1811, istitutivo di Circondari e Comuni, a località di questa cittadina.
Nel giugno del 1935, da Roma provengono delle indiscrezioni sulla possibilità concreta che il governo fascista restituisca l'Autonomia amministrativa a Melicucco.
Ai primi di agosto del 1935 l'entusiasmo dei melicucchesi viene raffreddato da un incidente aereo capitato ad un velivolo sul quale viaggiavano personalità e funzionari che dovevano raggiungere l'Eritrea. A morire, fra gli altri è il Ministro dei LL.PP., Luigi Razza, originario di Vibo Valentia. Razza stava per proporre non solo l'elevazione a Provincia della "sua" Vibo Valentia, ma aveva pure mostrato interesse verso l'autonomia amministrativa di Melicucco che intendeva proporre direttamente al Duce.  La disponibilità di Luigi Razza verso la causa melicucchese, nasce dall'amicizia personale che il Ministro ha con un suo stretto collaboratore presso il Ministero; un dirigente originario di Melicucco: Domenico Romano.
La tragica uscita di scena di Luigi Razza fece nascere non poche preoccupazioni circa l'autonomia amministrativa di Melicucco. Il 5 settembre dello stesso anno il Duce nominò il nuovo Ministro dei LL.PP. La scelta di Benito Mussolini cadde su un gerarca fascista: Giuseppe Cobolli Gigli. Le preoccupazioni dei melicucchesi vennero dipanate verso la fine di ottobre del 1935: il Duce, anche in ossequio alla volontà di Luigi Razza, si era espresso favorevolmente alla nascita del nuovo Comune.
La nascita del comune risale al 14 luglio 1936, anno in cui Melicucco, in precedenza frazione di Polistena (dal 1816 e fino al 1936), divenne autonomo. Divenne comune indipendente comprendendo parti del territorio antecedentemente detenuto da Rosarno e dalla stessa Polistena.
Tornare ad essere Comune autonomo è stata una condizione che ha favorito uno sviluppo molto sostenuto: basta pensare che in 75 anni Melicucco ha registrato una crescita urbana enorme ed ha più che raddoppiato la sua popolazione residente, con un incremento che non ha riscontri in nessun comune della provincia di Reggio Calabria.  Non è un caso che nel 1996 un particolare studio dell'Istat ha inserito Melicucco fra i primi dieci comuni italiani dal più alto tasso di natalità.

## Monumenti e luoghi d'interesse

### Architetture religiose
Nel centro storico si trova la chiesa di San Nicola Vescovo.

## Società

### Evoluzione demografica
Abitanti censiti

### Tradizioni e folclore
Il 16 agosto si celebra la festa di San Rocco, preceduti dal "ciuccio", un asino di cartapesta munito di polvere da sparo pirotecnica.Il 6 Dicembre festa di San Nicola Vescovo protettore di Melicucco. A lui è intitolata la chiesa matrice.

## Cultura

### Cucina
La cucina melicucchese si può definire una cucina povera ma, allo stesso tempo, ricca di sapori e condimenti. Piatto tipico per eccellenza sono i "maccarruna", maccheroni conditi con il sugo al sapore di carne di capra e le patate fritte con peperoni e melanzane. La coddara insieme alle salsicce, alla nduja melicucchese e alla soppressata, sono il fiore all'occhiello della tradizione natalizia.
Il dolce tipico sono le nacatole, biscotto fritto a base di uova, strutto e liquori profumati.
Caratteristica della cucina locale è la preparazione casereccia della salsa di pomodoro e di diversi prodotti in salamoia o sott'olio, quali le olive, i peperoncini piccanti, le sardine e le verdure in giardiniera. Un'altra pietanza caratteristica della cucina melicucchese sono: "i zippuli", che oltre ad essere preparate come dolce, vengono preparate anche in varianti salate, ripiene e a mo' di ciambella salata.

## Economia
L'economia del paese è prevalentemente agricola, basata sulla produzione dell'olio di oliva e degli agrumi (arance e mandarini). L'industria è costituita da piccole aziende che operano nei comparti edile, estrattivo, della lavorazione e conservazione di frutta e ortaggi, del vetro e della fabbricazione di strumenti ottici e fotografici, oltre che di macchine per l'agricoltura e la silvicoltura.

## Infrastrutture e trasporti
Il paese è attraversato dalla SS 281 Rosarno-Marina di Gioiosa Ionica, ed è collegato con la SS 682 Jonio-Tirreno tramite l'omonimo svincolo.

## Amministrazione
Elenco dei sindaci di Melicucco
| Periodo           | Periodo          | Primo cittadino          | Partito                            | Carica  | Note   |
| ----------------- | ---------------- | ------------------------ | ---------------------------------- | ------- | ------ |
| 1810              | 1813             | Francesco Antonio Barone |                                    | Sindaco |        |
| 1816              | agosto 1820      | Francesco Antonio Barone |                                    | Sindaco |        |
| 8 agosto 1820     | settembre 1820   | Nicola Condoluci         |                                    | Sindaco |        |
| 15 settembre 1820 | settembre 1820   | Francesco Antonio Barone |                                    | Sindaco |        |
| settembre 1820    | 21 maggio 1827   | Nicola Romano            |                                    | Sindaco |        |
| 23 giugno 1827    | 10 aprile 1831   | Francesco Mercuri        |                                    | Sindaco |        |
| 9 giugno 1831     | 21 gennaio 1834  | Michelangelo Franco      |                                    | Sindaco |        |
| 18 febbraio 1834  | 7 giugno 1837    | Nicola Condoluci         |                                    | Sindaco |        |
| 19 giugno 1837    | 3 maggio 1840    | Nicola Romano            |                                    | Sindaco |        |
| 5 giugno 1840     | 27 marzo 1843    | Francesco Antonio Barone |                                    | Sindaco |        |
| 15 aprile 1843    | 13 luglio 1844   | Giuseppe Romano          |                                    | Sindaco |        |
| 24 agosto 1846    | 16 dicembre 1846 | Michelangelo Mercuri     |                                    | Sindaco |        |
| gennaio 1847      | 20 luglio 1849   | Cesare Franco            |                                    | Sindaco |        |
| 26 luglio 1849    | 31 gennaio 1853  | Nicola Rodofile          |                                    | Sindaco |        |
| 26 febbraio 1853  | 30 dicembre 1856 | Giuseppe Condoluci       |                                    | Sindaco |        |
| 7 gennaio 1857    | 3 marzo 1859     | Domenico Napoli          |                                    | Sindaco |        |
| 1 maggio 1859     | 13 agosto 1860   | Pasquale Romano          |                                    | Sindaco |        |
| 2 settembre 1860  | 24 agosto 1861   | Giuseppe Laruffa         |                                    | Sindaco |        |
| 27 settembre 1861 | 30 luglio 1865   | Pasquale Romano          |                                    | Sindaco |        |
| 14 agosto 1865    | dicembre 1865    | Giuseppe Condoluci       |                                    | Sindaco |        |
| 23 luglio 1988    | 16 giugno 1993   | Furio Pronesti           | Democrazia Cristiana               | Sindaco | [ 16 ] |
| 16 giugno 1993    | 28 aprile 1997   | Ottavio Salvatore Amaro  | Partito Democratico della Sinistra | Sindaco | [ 17 ] |
| 28 aprile 1997    | 14 maggio 2001   | Ottavio Salvatore Amaro  | Lista civica di centro-sinistra    | Sindaco | [ 18 ] |
| 14 maggio 2001    | 30 maggio 2006   | Francesco Scopelliti     | Lista civica                       | Sindaco | [ 20 ] |
| 30 maggio 2006    | 17 maggio 2011   | Francesco Nicolaci       | Lista civica                       | Sindaco | [ 21 ] |
| 17 maggio 2011    | 6 giugno 2016    | Francesco Nicolaci       | Lista civica                       | Sindaco | [ 23 ] |
| 6 giugno 2016     | 6 ottobre 2021   | Salvatore Valerioti      | Lista civica                       | Sindaco | [ 25 ] |
| 6 ottobre 2021    | in carica        | Francesco Nicolaci       | Lista civica                       | Sindaco | [ 27 ] |